# Zizit
Die Zizit oder Schaufaden (in der aschkenasischen Aussprache Zizis; hebräisch צִיצִית Zīzīt, Plural צִיצִיּוֹת Zīzījjōt in sephardischer Aussprache bzw. aschkenasisch Ziziaus, Zizes) ist die Bezeichnung für die an den vier Ecken eines Schals oder rechteckigen Kleidungsstücks jüdischer Männer befestigten Fäden. Sie werden am rituellen jüdischen Gebetsmantel Tallit angebracht, der beim Gebet getragen wird, ebenso wie an einem Leibchen namens Tallit Katan, das ganztags als Unterbekleidung getragen wird. Die Zizijot sind Bündel von langen weißen Fäden aus Wolle oder Kunstfaser, die mehrfach geknotet sind.

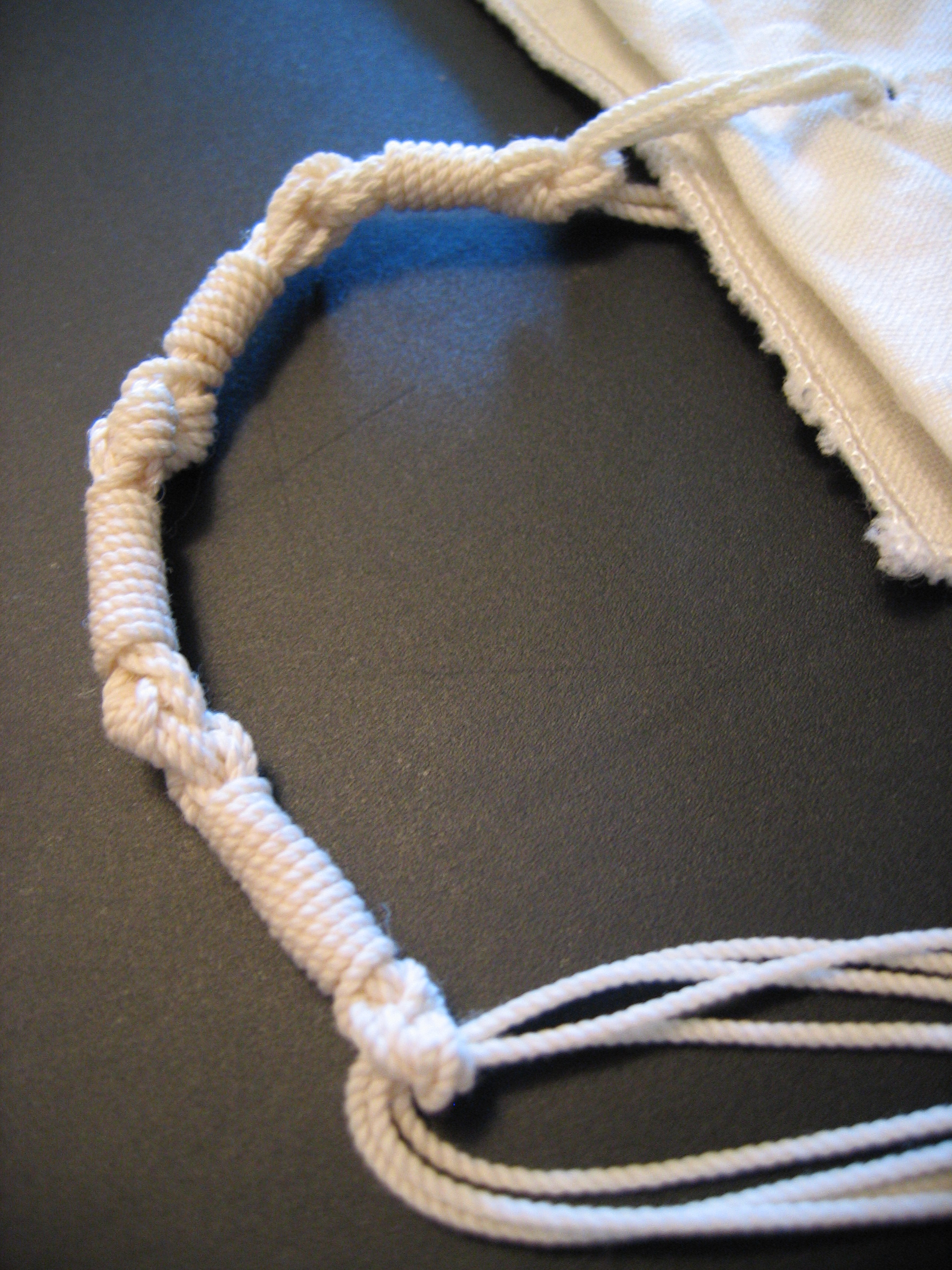
Zizit aus acht Einzelfäden, fünfmal geknotet

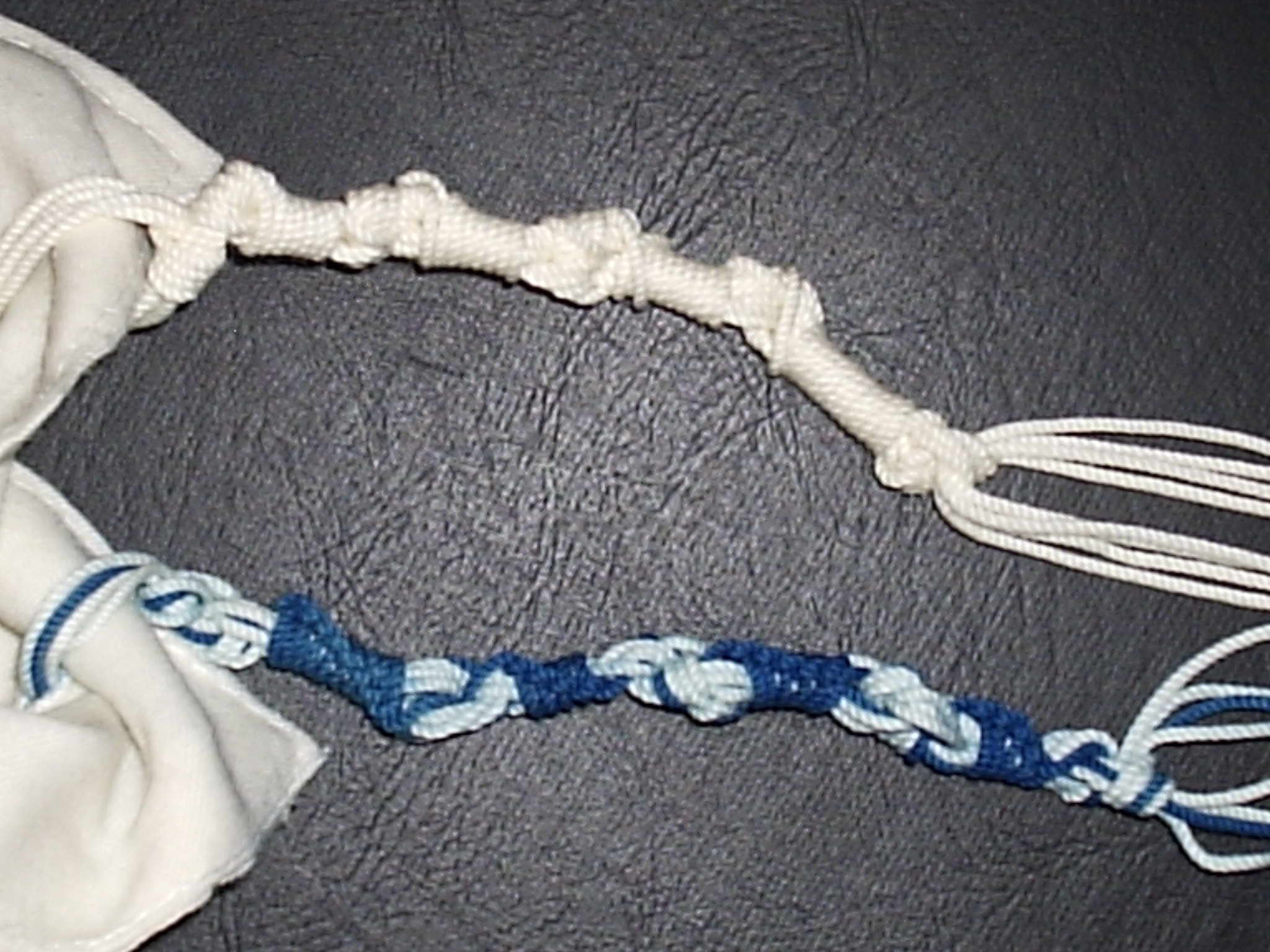
Schaufäden: oben askenasisch, unten sephardisch

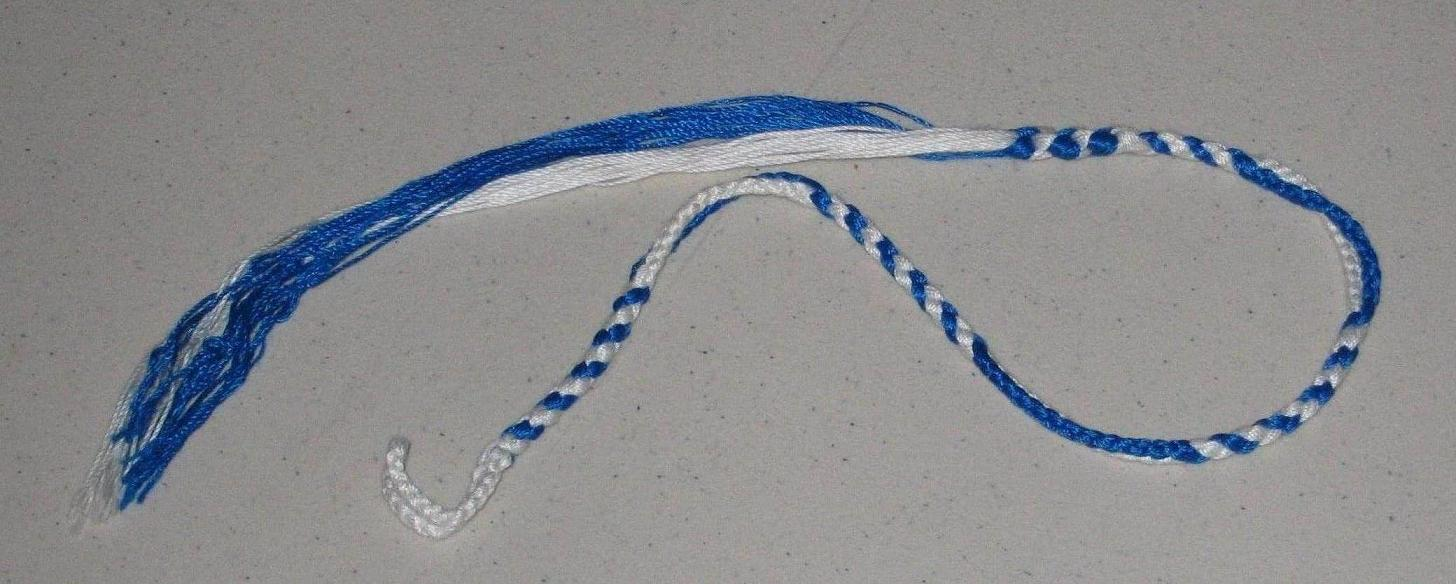
Karäischer Schaufaden (unvollendet geknüpft)

An jeder der vier Ecken des Tallit (Katan) befindet sich eine solche Quaste. Dies ist eine wörtliche Erfüllung des Gebotes aus 4. Mose (Numeri) 15, 37–41. Dort heißt es, man solle Quasten an den vier Ecken des Gewandes anbringen und sich jedes Mal, wenn man diese sieht, an die Gebote Gottes erinnern, so dass man sie auch einhält. Religiöse Juden werden im Tallit bestattet. Dazu wird eine der Zizijot entfernt als Zeichen dafür, dass ein Toter keine Gebote mehr zu erfüllen braucht.
Die Zahlenwerte der fünf Buchstaben des hebräischen Wortes für die Zizit (ציצית) ergeben addiert den numerischen Wert 600. Daher tragen religiöse Juden an jeder Ecke ihres Tallit oder Tallit Katan eine Quaste aus acht Fäden mit fünf Verknotungen. Die Summe der drei Zahlen (600+8+5) entspricht der Anzahl der Mitzwot im Talmud, nämlich 613. 
Der Tallit Katan, der unter der Kleidung getragen wird, erinnert an ein T-Shirt, ist aber an den Seiten offen und nur durch ein Stück Stoff oder Faden zusammengehalten. So bleibt es ein rechteckiges Kleidungsstück und kann mit Zizijot versehen werden. Die Schaufäden werden von manchen Personen an der Seite aus der Hose sichtbar heraushängend gelassen. Bei religiösen aschkenasischen Juden reichen sie teilweise fast bis auf den Boden. Jüdische Frauen tragen in der Regel weder Tallit noch Tallit Katan und damit auch keine Zizijot.
Ursprünglich war jeweils ein Strang des Bündels oder das ganze Bündel mit der sehr kostbaren Farbe Tekhelet blau gefärbt. Gemäß der rabbinischen Tradition ist das eine Farbe, die zuletzt im antiken Israel aus dem Tier Chilazon gewonnen wurde. Eine prägende Auslegungsrichtung aus der Diaspora besagt seit dem Mittelalter, zur Zeit könne das Gebot der Torah in diesem Teil nicht mehr erfüllt werden, weil das Wissen darum, was genau ein Chilazon ist, verlorengegangen sei. Daher sind die Zitzijot meist rein weiß. Andere tragen seit dem Ende des zwanzigsten Jahrhunderts wieder ganz oder teilweise Techelet gefärbte Zizijot, weil die Stumpfe Stachelschnecke als korrekte Quelle des Farbstoffes erkannt wurde. Die Karäer sehen in Techelet die Benennung eines Farbtons und tragen ihre eigenen blau-weiß gefärbten Schaufäden.